# Larry Johnson
Lawrence Demetric «Larry» Johnson (Dallas, Texas, 14 de marzo de 1969) es un exjugador de baloncesto estadounidense que disputó 10 temporadas en la NBA. Con 2,01 metros de estatura, jugaba en la posición de alero, y era apodado LJ y Grandma-ma (abuela). Fue dos veces All-Star y nombrado rookie del Año de la NBA en 1992.

## Trayectoria deportiva

### Universidad
Johnson jugó dos años para la UNLV, donde consiguió ganar el título de campeón de la NCAA en 1990. A nivel personal, ganó también dos de los más prestigiosos premios que se otorgan en Estados Unidos al mejor universitario del año, el Naismith College Player of the Year y el John R. Wooden Award. Promedió 21,6 puntos y 11,2 rebotes por partido.

### Profesional

#### Charlotte Hornets
Fue elegido en la primera posición del Draft de la NBA de 1991 por los Charlotte Hornets, y en su primer año demostró el porqué de su elección, ya que acabó la temporada con unas estadísticas de 19,2 puntos y 11 rebotes por partido, lo que le valieron para ser designado Rookie del Año de 1992.
Dicho año vino con una gran crecida de la popularidad de Larry, lo que lo llevó a ser el jugador que más camisetas vendió la temporada 1992 en la NBA.
Junto a Alonzo Mourning y Muggsy Bogues, convirtió a su franquicia en un equipo tremendamente popular a pesar de su corta trayectoria en la liga, llevándolos en 2 ocasiones a la disputa de los play-offs. Desafortunadamente, un roce con la otra estrella del equipo, Mourning, hizo que los propietarios de la franquicia traspasaran a este último a Miami Heat, y al año siguiente deciden reconstruir el equipo. Debido a sus constantes lesiones de espalda, un año más tarde Johnson es enviado a los New York Knicks a cambio de su jugador más popular, Anthony Mason y el pívot Brad Lohaus. Esto fue muy criticado por la prensa neoyorkina (entre otras, por la popularidad de Mason), más aún cuando un par de temporadas más adelante, se lesionó Patrick Ewing, pívot titular de los Knicks y muchos pensaban que Mason (quien tuvo un par de buenas campañas en los Hornets), podía haber cubierto dicha posición de pívot en el equipo.

#### New York Knicks
Su carrera en la Gran Manzana fue exitosa, a pesar de sus problemas de espalda (de hecho, era un secreto a voces que esta era una de las razones por las cuales los Hornets lo dejaron ir a los New York Knicks a cambio de Anthony Mason). Pero esto se dio debido a la desesperación de los Knicks para sacar a Mason, que tenía problemas con los directivos, incluyendo unos reportes de prensa de salidas nocturnas. En NY se volvió uno de los titulares inamovibles del equipo. Su versatilidad, le permitió jugar en dos posiciones, de alero tirador o de ala pívot. Al igual con el pasar de los años, su defensa se volvió valiosa para el equipo. Esto considerando que los Knicks de aquellos años se basaban principalmente en su defensa, filosofía impuesta en el equipo por el entrenador de aquellos años, Jeff Van Gundy. Formó una gran tripleta bajo el aro, dominando físicamente a sus rivales con su fortaleza defensiva en la zona, con Patrick Ewing jugando la posición de pívot, Charles Oakley en la posición de ala-pívot y él jugando de alero. Más adelante dicha tripleta se disolvió, cuando Charles Oakley  fue enviado a Toronto Raptors a cambio del pívot Marcus Camby y, dos años después, la salida de Patrick Ewing a los Seattle Supersonics.
Johnson fue un jugador clave en la consecución del título de campeón de la Conferencia Este por parte de los Knicks en 1999. Aún permanece en la memoria de los fanáticos de los Knicks, el triple anotado, recibiendo falta, en el tercer partido de la serie de final de conferencia del Este, en la temporada 1998 - 1999, partido jugado en el Madison Square Garden. Gracias a este encuentro, NY pudo ponerse 2-1 arriba en la serie. Es una de las pocas jugadas de 4 pts vividas en la postemporada de la NBA. Luego otras actuaciones brillantes llevaron a los Knicks a las finales de la NBA del mismo año, cuando lograron ganar la Final de la Conferencia Este 4-2 contra los Indiana Pacers. Ya en las finales de la NBA fueron derrotados por los San Antonio Spurs de Tim Duncan y David Robinson, dirigidos por Gregg Popovich. Estos dominaron bajo el tablero, debido a la ausencia por lesión sufrida a principio de año del pívot titular de los Knicks, Patrick Ewing, a la lesión del propio Johnson en el último partido de la serie ante Indiana, que le obligó a jugar infiltrado la final, y a la ineficiencia del suplente de los Knicks, Chris Dudley.
También contribuyó la temporada siguiente a conseguir llegar de nuevo a la final de conferencia, perdiendo en esa ocasión ante Indiana Pacers por 4-2.
En octubre de 2001 Johnson anunció su retirada del baloncesto en activo, debido a unos problemas crónicos en la espalda. Ya los últimos años, había jugado con un vendaje especial, que le ayudaba a mitigar un poco el dolor, pero no pudo seguir en actividad. Consiguió promediar, en 10 temporadas en la élite, 16,2 puntos y 7,5 rebotes por partido.

## Estadísticas de su carrera en la NBA

### Temporada regular
| Año      | Equipo    | PJ  | PT  | MPP  | %TC  | %3P   | %TL   | RPP  | APP | ROB | TPP | PPP  |
| -------- | --------- | --- | --- | ---- | ---- | ----- | ----- | ---- | --- | --- | --- | ---- |
| 1991–92  | Charlotte | 82  | 77  | 37.2 | .490 | .227  | .829  | 11.0 | 3.6 | 1.0 | .6  | 19.2 |
| 1992–93  | Charlotte | 82  | 82  | 40.5 | .526 | .254  | .767  | 10.5 | 4.3 | .6  | .3  | 22.1 |
| 1993–94  | Charlotte | 51  | 51  | 34.5 | .515 | .238  | .695  | 8.8  | 3.6 | .6  | .3  | 16.4 |
| 1994–95  | Charlotte | 81  | 81  | 39.9 | .480 | .386  | .774  | 7.2  | 4.6 | 1.0 | .3  | 18.8 |
| 1995–96  | Charlotte | 81  | 81  | 40.4 | .476 | .366  | .757  | 8.4  | 4.4 | .7  | .5  | 20.5 |
| 1996–97  | New York  | 76  | 76  | 34.4 | .512 | .324  | .693  | 5.2  | 2.3 | .8  | .5  | 12.8 |
| 1997–98  | New York  | 70  | 70  | 34.5 | .485 | .238  | .756  | 5.7  | 2.1 | .6  | .2  | 15.5 |
| 1998–99  | New York  | 49  | 48  | 33.4 | .459 | .359  | .817  | 5.8  | 2.4 | .7  | .2  | 12.0 |
| 1999–00  | New York  | 70  | 68  | 32.6 | .433 | .333  | .766  | 5.4  | 2.5 | .6  | .1  | 10.7 |
| 2000–01  | New York  | 65  | 65  | 32.4 | .411 | .313  | .797  | 5.6  | 2.0 | .6  | .4  | 9.9  |
| Total    | Total     | 707 | 699 | 36.3 | .484 | .332  | .766  | 7.5  | 3.3 | .7  | .4  | 16.2 |
| All-Star | All-Star  | 2   | 1   | 18.0 | .444 | 1.000 | 1.000 | 4.0  | 1.0 | .0  | .0  | 5.5  |

### Playoffs
| Año   | Equipo    | PJ | PT | MPP  | %TC  | %3P  | %TL  | RPP | APP | ROB | TPP | PPP  |
| ----- | --------- | -- | -- | ---- | ---- | ---- | ---- | --- | --- | --- | --- | ---- |
| 1993  | Charlotte | 9  | 9  | 38.7 | .557 | .250 | .788 | 6.9 | 3.3 | .6  | .2  | 19.8 |
| 1995  | Charlotte | 4  | 4  | 43.0 | .477 | .111 | .800 | 5.8 | 2.8 | 1.0 | .5  | 20.8 |
| 1997  | New York  | 9  | 9  | 32.8 | .558 | .353 | .842 | 4.0 | 2.6 | .8  | .1  | 13.8 |
| 1998  | New York  | 8  | 8  | 38.8 | .486 | .200 | .740 | 6.6 | 1.6 | 1.3 | .4  | 17.9 |
| 1999  | New York  | 20 | 20 | 34.2 | .426 | .293 | .674 | 4.9 | 1.6 | 1.1 | .1  | 11.5 |
| 2000  | New York  | 16 | 16 | 36.8 | .461 | .394 | .794 | 5.0 | 1.6 | .5  | .1  | 11.3 |
| Total | Total     | 66 | 66 | 36.3 | .483 | .303 | .767 | 5.3 | 2.0 | .8  | .2  | 14.2 |

## Logros y reconocimientos
Instituto
- Mr. Basketball USA (1987)
- Primer equipo Parade All-American (1987)
- McDonald's All-American (1987)
- Texas Mr. Basketball (1987)

Universidad
- Campeón de la NCAA (1990)
- Ganador del Naismith College Player of the Year y el John R. Wooden Award en 1991 al mejor jugador universitario del año.
- USBWA Player of the Year (1991)
- NABC Player of the Year (1991)
- Sporting News College Player of the Year (1991)
- 2× Primer equipo All-American (1990, 1991)
- 2× Big West Player of the Year (1990, 1991)
- 2x Primer equipo All-Big West (1990, 1991)
- USA Basketball Male Athlete of the Year (1989)

NBA
- Rookie del año en 1992 y elegido en el mejor quinteto de rookies.
- Elegido en el segundo mejor quinteto de la NBA en 1993.
- 2 veces All Star (1993 y 1995).

Retirada
- Su dorsal N.º 4 fue retirado por los UNLV Runnin' Rebels
- En 2008, fue inducido en el Southern Nevada Sports Hall of Fame.
- En 2014, fue inducido en el Texas Sports Hall of Fame.[1]

## Vida personal
En 1999, Johnson se convirtió al Islám, e hizo el Ramadán durante la temporada NBA.
Tiene cinco hijos con cuatro mujeres distintas. En 2015, se declaró en bancarrota en un tribunal de California, alegando que debía más de 120.000 dólares en concepto de manutención de sus hijos.
En julio de 2007, expresó su interés en volver a los Knicks en algún tipo de puesto directivo. El 21 de diciembre de 2007, Johnson se licenció en Ciencias Sociales por la UNLV. Fue contratado por los Knicks como representante de operaciones comerciales el 8 de abril de 2012.

### Cine y televisión
Su apodo de Grandma-ma le viene de un popular anunció que protagonizó para la firma Converse disfrazado de abuelita, papel que de nuevo representaría en un episodio de la popular serie Cosas de Casa junto al famoso Steve Urkel en 1993.
Su otro apodo "LJ" se debe tanto a sus iniciales, como a un gesto que hacía con sus brazos, ya en sus últimas campañas. Al convertir una canasta de tres puntos, colocaba su puño izquierdo cerrado, en la parte interior de su codo derecho, esto con el brazo derecho doblado. Así, se formaban, con los brazos, sus iniciales, "L" mirando desde el frente y la "J" mirando desde atrás. Esto casi le cuesta una multa, en la primera vez que hizo dicho gesto, por parte de unos de los oficiales, que pensaba que estaba haciendo gestos obscenos al público asistente a un partido.
Participó también en la película Space Jam junto a otras estrellas del momento, como Michael Jordan, Larry Bird, Patrick Ewing, Charles Barkley, Muggsy Bogues, Shawn Bradley o Vlade Divac.
También participó en la película Eddie enfrentándose en la final de los Playoffs contra los New York Knicks.